# Ройзен Вілліс
Ройзен Вілліс (англ. Roisin Willis; нар. 6 серпня 2004) — американська легкоатлетка, яка спеціалізується у бігу на середні дистанції.

## Спортивні досягнення
Чемпіонка світу серед юніорів у бігу на 800 метрів та в естафетному бігу 4×400 метрів (2022).
Рекордсменка світу у комбінованій (включає етапи 1200, 400, 800 та 1600 метрів) естафеті (10.33,85), в якій бігла на третьому етапі 800-метрову дистанцію (2.03,29). Іншими учасницями рекордного квартету були Гезер Мак-Лін, Кендалл Елліс та Елінор Пур'є Сент-П'єр.